# Tunisien i olympiska sommarspelen 1988
Tunisien deltog med en trupp i de olympiska sommarspelen 1988, men ingen av landets deltagare erövrade någon medalj.

## Friidrott
Herrarnas 3 000 meter hinder
- Fathi Baccouche
  1. Omgång – 8:38,67
  2. Semifinal – 8:31,36 (→ gick inte vidare)